# 異常犯罪捜査班S.F.P.D.
『異常犯罪捜査班S.F.P.D.』（いじょうはんざいそうさはんエスエフピーディー、Killer Instinct）は、FOXで2005年に放送された犯罪ドラマシリーズ。

## キャスト
- ジョニー・メスナー
- クリスティン・レーマン
- シャイ・マクブライド
- スティーヴン・チャン

## エピソード
1. ヘイルの復帰
2. ファイブ・イージー・ピーセズ
3. 13から30へ
4. 兄弟はいずこ
5. エジプト人のような死
6. 父親は誰?
7. 殺人ゲーム
8. 記憶喪失の男
9. ダークヒルのいけにえ
10. 見えない爆弾
11. 夢に生きる
12. 結婚記念に殺人を
13. 死をまとう15分